# Rikon
Rikon je konvencija znanstvene fantastike i fantastike u Rijeci. Rikon se odžava redovito (s iznimkom jedne godine) od 1996. godine. Konvenciju je započela organizirati udruga Aurora, no 2005. godine Rikon preuzima udruga "3. zmaj".
Rikon se održava uglavnom u prostoru Filozofskog fakulteta Rijeka na kampusu, te nudi raznolik program pogodan svim uzrastima i ukusima. Od književno umjetničkog stvaralaštva do najnovijih dostignuća znanstvene zajednice, sve u zajedničkom svjetlu žanra znanstvene fantastike, koja obuhvaća mnoge podžanrove: horor, cyberpunk, steampunk, space opera, vampiri, hard SF, fantastika... Ove teme predstavljaju se kroz predavanja, radionice, panele i okrugle stolove, filmske projekcije, igre i zabavne kvizove - ovakva kombinacija alternativne edukacije pokazala se zanimljivom, uspješnom, nezamornom i vrlo dobro posjećenom.
Cilj projekta je uspostaviti odlične suradnje s institucijama, sveučilištem, drugim organizacijama i naposljetku s publikom, koja ima priliku licem u lice upoznati, čuti i ispitati najzanimjlivije i poznate osobe iz javnog života; književnike, znanstvenike, novinare, umjetnike i političare. Projekt potiče volonterstvo kao najbolju opciju rada za mlade, ispunjavajući ih dobrim osjećajem kako zbog samog profila rada tako i područja interesa, u kojemu mogu naučiti mnogo i upoznati osobe koje će ih usmjeriti.
Udruga 3. zmaj svojim radom i projektom Rikon radi na problemima nedovoljno kreativnog slobodnog vremena mladih. U planu su cijeloogodišnji programi radionica za djecu i mlade, koji će potaknuti riječku mladež na sudjelovanje, kreativnost, rad i marljivost, vlastiti izričaj, stvaranje novih poznanstava i stvaranje ideja. Riječka kulturna scena doživljava strašan pad u kvaliteti, i svi koji žive u Rijeci to osjećaju. Takvo okruženje vrlo je nepogodno za odrastanje mladih kreativnih osoba, koje jednostavno nemaju mogućnost izražavanja u vlastitom gradu i okolici. Usprkos velikim riječima gradonačelnika i pročelnika za kulturu, u Rijeci se ne događa ništa, a posebice ništa što potiče kolektiv mladih i djece na alternativno izražavanje. Platforma projekta Rikon im to omogućuje, i stoga ovaj projekt svake godine bilježi sve veći uspjeh i porast posjetitelja.
Rikon ostvaruje sve ciljeve koji su navedeni u statutu udruge: 
- promicanje, popularizacija i afirmacija umjetnosti, znanosti, supkultura i novih medija,
- podizanje razine društvene osviještenosti glede uloge umjetnosti u razvoju moderne kulture,
- poticanje kreativnosti, umjetničkog stvaralaštva, mašte i slobodnog razmišljanja,
- informiranje i edukacija mladih,
- kreativno osmišljavanje slobodnog vremena mladih,
- proučavanje, promicanje i očuvanje hrvatske kulture, povijesti i baštine,
- ostvarivanje suradnje s odgovarajućim poduzećima, institucijama i udrugama u skladu s odredbama zakona i Statuta.

## Rikon 2009.
Godine 2009. konvencija se održala u prostoru Astronomskog centra Rijeka. Novi prostor označio je i drugačiju atmosferu konvencije, koja je, sudeći po izvještaju Fantasy-hr-a, bila pun pogodak. Te godine je na Rikonu po prvi puta gostovala Mirela Holy, s predavanjem o mitskim junakinjama u fantastici i SF-u. Predavanje je održala i Sarah Czerny, profesorica s Filozofskog fakulteta na temu mitoloških naracija diljem svijeta i njihovoj povezanosti. Rikon je osim predavanja obilovao i zabavnim radionicama, igrama i kvizovima, ali i vrlo uspješnom radionicom mačevanja koju je održala udruga Ars Gladiatoria.

## Rikon 2010.
Ove godine Rikon se vraća u zgradu Filozofskog fakulteta u Omladinskoj ulici, a program nudi širok raspon predavanja, radionica i predstavljanja. Poznati pisac Aleksandar Žiljak je kroz leću Aliena sažeo cijelu dotadašnju povijest SF-a na filmu i analizirao paralele s Hladnim ratom i protukomunizmom. Milena Benini zainteresirala je publiku predavanjem o kontroverznom Sumraku u kojem se osvrnula i na metamorfozu vampira iz mitološkog čudovišta u romantične likove iz ženske literature.
Na druženju s ostalim udrugama iz Hrvatske na drugom danu Rikona, raspravljalo se o mogućnosti održavanja Eurocona u Zagrebu. Udruga SFera u tome je i uspjela - stopivši SFeraKon 2012. s Euroconom - stvorivši konvenciju "Kontakt".
Godine 2010. Udruga započinje s dodjelom književne nagrade Artefakt, koja se dodjeljuje za najbolja domaća prozna žanrovska djela, objavljena tijekom prethodne kalendarske godine. Do sada su Artefakt osvojila neka poznata imena ali i mladi autori. Nagrada je svake godine ručno izrađeno umjetničko djelo, na temu stabla znanja, mladoga autora Tonka Vukonića, koji je polaznik Akademije za primijenjene umjetnosti.
Artefakt su osvojili 2010. godine Ivana Delač za roman "Pegazari" - dječju knjigu; Darko Macan za zbirku priča "42 (pročitaj i daj dalje)"; Zoran Janjanin za priču "Quare desperamus?", Zoran Vlahović za priču "Svaki put kad se rastajemo..." i Damir Hoyka za roman "Xavia".

## Rikon 2011.
Rikon 2011. održao se u novoj zgradi Filozofskog fakulteta Rijeka, na kampusu. Novi prostor pružio je nove mogućnosti uređenja, učionica i vanjskog prostora za iskoristivost programa. Tema Rikona predviđala je nadolazeću apokalipsu, pa je tako i poster konvencije odlično ocrtao postapokaliptičnu Rijeku (autorica Nela Dunato).
Umjesto književnog Čušpajza, na programu se našla književna Maneštra u kojoj se govorilo o novim i nadolazećim izdanjima u Hrvatskoj. Irena Rašeta je najavila Kontakt zbirku koja će za potrebe europske konvencije biti prevedena na engleski i sadržavati najbolje domaće kratke priče. Ivana Vukelić i Davorin Horak predstavili su Sirius B, novi SF časopis.
Predavanja su održali mnogi zanimljivi predavači, među njima i stalna gošća Rikona - Milena Benini, književnica i prevoditeljica, koja je pričala o novijim trendovima u fantastici i koliko su se odmakli od klasične Tolkienovske fantastike. Po prvi puta Rikonu je prisustvovao međunarodni gost - Jonathan Yoe, koji je održao odlično posjećenu radionicu borilačkih vještina, u kojoj su se okušali i Protectovi zaštitari.
Književnu nagradu Aretfakt odnijeli su Zoran Krušvar i Danijel Bogdanović - i to u dvije kategorije: za priču "Pošast" i novelu "Sjećaš li se zečića na suncu", dok je Krušvar odnio nagradu za svoj roman "Kamov se vraća kući".

## Rikon 2012.
Kako se apokalipsa nije dogodila, Rikon je nastavio s redovnim održavanjem, svake godine nadmašujući sebe. Tako je 2012. ponovo ugostio Mirelu Holy koja je pričala o ekofeminizmu; Prof. Dijana Dominis Prester pojasnila je načine otkrivanja dalekih planeta sličnih Zemlji, a prof. Predrag Dominis Prester govorio je o neobičnim svojstvima crnih rupa. Sven Maričić s Tehničkog fakulteta predavao je o svojim istraživanjima u biotehnologiji te kako se izrađuju 'rezervni dijelovi za ljude'. Spomenuti predavači su kasnije sudjelovali u okruglom stolu koji je moderirala prof. Marta Žuvić-Butorac, organizatorica Festivala znanosti u Rijeci.
Velimir Grgić, poznati hrvatski stručnjak za japansku kulturu, održao je predavanje bazirano na njegovoj knjizi "Harakiri, jaje, amputacije – japanski koktel za osvajanje svijeta", te se dotakao svih onih čudnih japanskih tema i običaja kao što je to erotika, groteska, nonsens / seks, nasilje i humor. Sve su to odrednice japanske masovne kulture, ispolirane tijekom razdoblja moderne, kada se u prvih nekoliko desetljeća 20. stoljeća, drugim velikim otvaranjem Japana utjecajima sa Zapada, dogodila prava revolucija u društvu, ali i kulturnim sadržajima.
Održan je i niz uspješnih kvizova, a istakli su se kvizovi na teme True Blood serijala kao i Igre prijestolja, čije je nagrade za pobjednike sponzorirao HBO.
Dobitnici nagrade Artefakt 2012. su Andrina Pušić za priču "Otok ispunjenih želja", Igor Rendić za priču "Jednom, negdje" te Enver Krivac za roman "Ulica Helen Keller".

## Udruga 3. zmaj
Udruga "3. zmaj" je udruga mladih i kao takva također registrirana kao studentska udruga, čiji su članovi studenti Sveučilišta u Rijeci. Udruga se bavi promicanjem, popularizacijom i afirmacijom umjetnosti, znanosti, supkultura i novih medija, što provodi kroz svoja dva trenutno najveća projekta – Rikon i Malik fest. Na Rikonu umjetnosti se promiču raznim izložbama, projekcijama, natjecanjima, dok se o znanosti raspravlja na predavanjima i okruglim stolovima. Na njima sudjeluju mnoga prepoznata i važna imena iz Hrvatske, te se raspravlja o raznim temama: antropologija, astronomija, astrofizika, arheologija, biologija, biotehnologija, književnost, kemija, ekologija, feminizam, film, filozofija, genetika, mehanika, medicina, mitologija, psihologija, robotika, povijest, računalstvo, sociologija... 
Udruge i manje poznate organizacije predstavljaju svoj rad redovito na Rikonu, kao i Malik festu, te se šira publika upoznaje s raznim kulturno umjetničkim dostignućima u Hrvatskoj i regiji. Obje manifestacije služe kao nove platforme prenošenja informacija, stvaranja istih na licu mjesta te predstavljaju odličan spoj zabave, edukativnog programa i alternativnog pristupa znanostima, književnosti i umjetnosti.
Malik fest, drugi veliki projekt udruge, ujedno je i proučavanje, očuvanje i promicanje hrvatske, tj, primorske kulture, povijesti i nematerijalne baštine. U suranji s Akademijom primijenjenih umjetnosti izrađuju se kostimi za izgledom nepoznata mitska bića Istre i Kvarnera, koja se predstavljaju na festivalu uz pratnju udruge za oživljenu povijest Ordo Sancti Viti i udruge Perunova Svetinja.

## Eridan - udužni fanzin
Od 2005. godine udruga redovito izdaje fanzin Eridan, s ciljem upoznavanja korisnika s popularno – znanstvenim temama, promocijom neafirmiranih pisaca i likovnih umjetnika te izvještavanja o događanjima u hrvatskoj znanstvenofantastičnoj supkulturi. Godišnje se izdaje jedan ili dva broja a do sada je izišlo 13 brojeva. 
Sadržaj Eridana ne premašuje sedamdesetak stranica A5 formata, no zato ne manjka bogatstvom sadržaja. Mnoge priče objavljene u Eridanu osvojile su prestižnu hrvatsku žanrovsku nagradu SFera, koja se dodjeljuje na Sferakonu. Više o Eridanu možete saznati na udružnoj stranici www.3zmaj.hr ali i skinuti brojeve Eridana u .pdf formatu.
Posebno izdanje, 12. broj izdan je na engleskom jeziku te je osvojio nagradu u kategoriji Spirit of dedication kao najbolji europski fanzin od Europskog društva za znanstvenu fantastiku (ESFS awards) na Kontaktu. Predsjednica udruge, Nela Dunato, na u kategoriji Hall of Fame, osvojila je nagradu za najbolju europsku umjetnicu. Nagradu Protosfera (za mlade autore do 21. godine), koju je 2009. osvojila tajnica udruge Valentina Mišković, 2012. je osvojila i članica udruge Antonija Mežnarić. Također član udruge, Igor Rendić, osvojio je SFeru za priču "Jednom, negdje" za koju je dobio i Artefakt. Tako je udruga s konvencije Kontakt otišla s 4 nagrade.

## Vanjske poveznice
- Udruga 3. zmaj
- Malik fest - festival mitova i legendi Istre i Kvarnera